# Греческая улица (Феодосия)
Греческая улица — улица в исторической части Феодосии, проходит от улицы Горького до Адмиральского бульвара.

## История

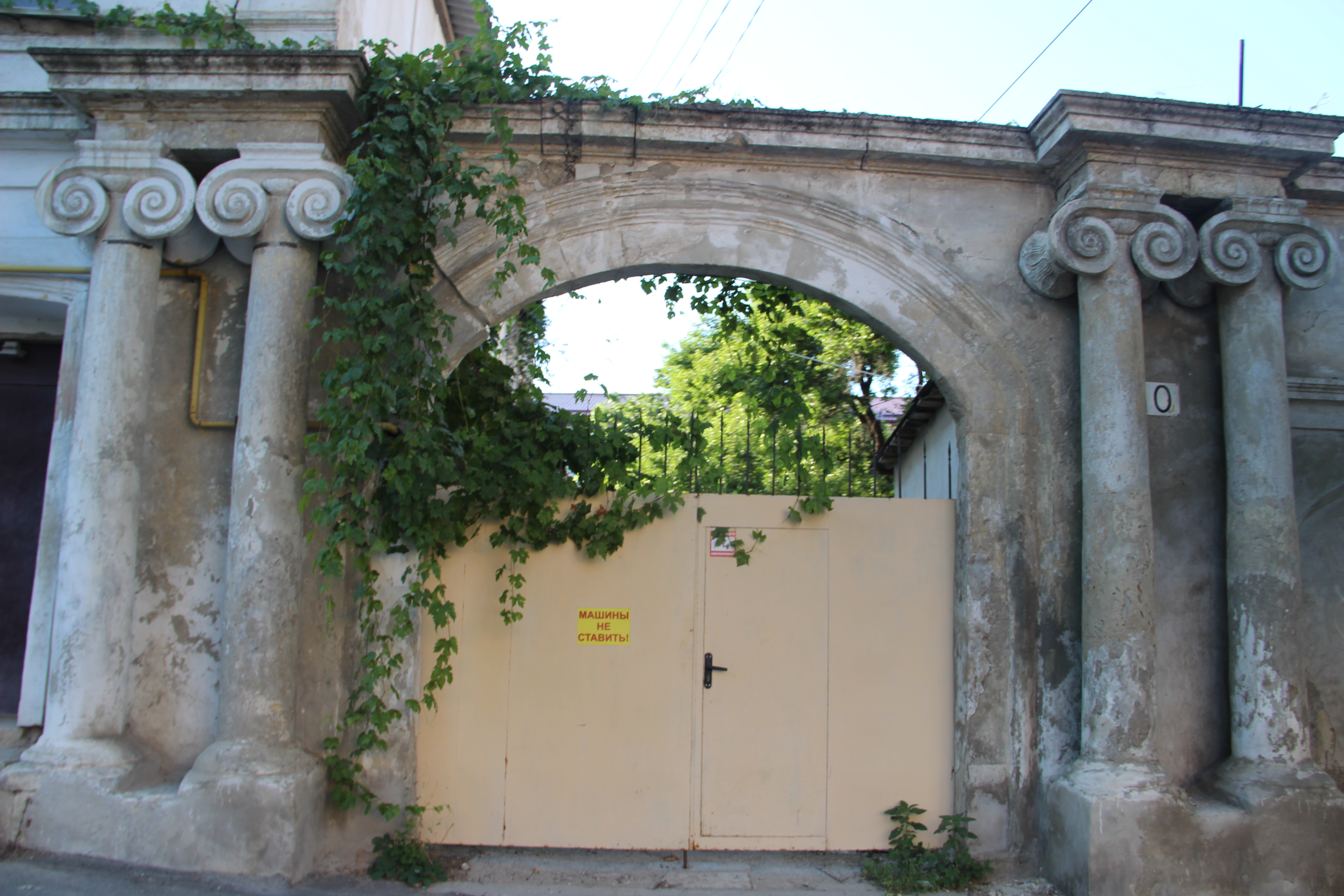
Ворота д. 10

Находится в границах древней генуэзской крепости.
Предположительно, сложилась в середине XIX века.
Исторически была местом компактного расселения феодосийских греков, местная греческая (Введенская) церковь датируется XII—XIV веками (впоследствии перестроенная), отчего и улица получила своё название.
После окончания гражданской войны улицу переименовали в честь одного из советских военачальников, Разиневича, никак несвязанного с Феодосией. В 1930-е годы представляла собой тихую зелёную улочку
После окончания Великой Отечественной войны улицу опять переименовали, присвоив ей имя легендарного героя Гражданской войны Василия Ивановича Чапаева (1887—1919), который также никак не связан с Феодосией.
В 2003 году улице было возвращено историческое название.

## Достопримечательности
д. 4 —
д. 10 — 